# 小田柿捨次郎
小田柿 捨次郎（おだがき すてじろう、慶応元年11月6日（1865年12月23日） - 昭和3年（1928年）3月5日）は、日本の実業家。三井物産で大正海上火災保険の設立にあたった。

## 来歴・人物
近江国彦根藩出身。3歳のとき父が死去したため、遠縁の相馬永胤のもとに寄宿し、1891年高等商業学校（現・一橋大学）卒業。同年三井物産に入社し、上海支店詰となった。
サンフランシスコ出張員を務めていた1900年には、親友の正田貞一郎の依頼を受け製粉機械の輸入を行い、館林製粉の設立に協力した。
三井物産シンガポール支店詰、三池炭鉱詰、口ノ津支店支配人等を経て、1908年参事長。1909年営業部長。1911年木材部長兼小樽支店長。1913年上海支店長。
1914年から新設の常務取締役を務め、損害保険会社設立計画の中心となり原錦吾に調査研究を委嘱。1917年には自宅で損害保険会社設立懇談会を開催し、飯田義一、馬越恭平、岩原謙三、南条金雄、田中文蔵、平生釟三郎、磯村豊太郎らが集まり、1918年には大正海上火災保険が設立された。
1920年に専修大学に相馬永胤先生像を寄贈。また、沼地だった鵠沼松が岡で3000坪の土地の開発を行い別荘を建設。鵠沼海岸別荘地開發記念碑に名が残る。しかし、病気で倒れ、1922年に三井物産取締役を退任し、三井合名参与、三井物産嘱託となった。その後、失明し、1928年に死去した。

## 親族
妻のきぬは東京海上保険創立者の益田克徳の長女。三井物産初代社長の益田孝は義兄。養子の勝子は坂本彌三郎神戸大学名誉教授の妻。

## 歌集
- 佐佐木信綱編『樟蔭歌集』小田柿健一 1928年

## 栄典
- 勲六等旭日章[2]
- 正六位勲四等[2]